# Хеге-Шёлль, Альмут
А́льмут Хе́ге-Шёлль (нем. Almut Hege-Schöll, урождённая А́льмут Хе́ге, нем. Almut Hege; род. XX век, Германия) — немецкая кёрлингистка и тренер по кёрлингу.

## Достижения
- Чемпионат мира по кёрлингу среди женщин: золото (1988), серебро (1987), бронза (1984).
- Чемпионат Европы по кёрлингу: золото (1984, 1986, 1987)

- Почётный приз Всемирной федерации кёрлинга Frances Brodie Award: 1990.

## Команды
| Сезон   | Четвёртый         | Третий                   | Второй          | Первый         | Запасной          | Турниры                                |
| ------- | ----------------- | ------------------------ | --------------- | -------------- | ----------------- | -------------------------------------- |
| 1980—81 | Альмут Хеге       | Сюзанн Кох               | Рената Редерер  | Ингеборг Шток  |                   | ЧМ 1981 (9 место)                      |
| 1982—83 | Альмут Хеге       | Йозефин Айнсле           | Сюзанн Кох      | Петра Чеч      |                   | ЧЕ 1982 (9 место)                      |
| 1983—84 | Альмут Хеге       | Йозефин Айнсле           | Сюзанн Кох      | Петра Чеч      |                   | ЧМ 1984                                |
| 1984—85 | Альмут Хеге       | Йозефин Айнсле           | Сюзанн Кох      | Петра Чеч      |                   | ЧЕ 1984                                |
| 1985—86 | Альмут Хеге       | Петра Чеч                | Сюзанн Финк     | Йозефин Айнсле |                   | ЧЕ 1985 (6 место)                      |
| 1986—87 | Андреа Шёпп       | Альмут Хеге              | Моника Вагнер   | Элинор Шёпп    |                   | ЧЕ 1986 · ЧМ 1987                      |
| 1987—88 | Андреа Шёпп       | Альмут Хеге              | Моника Вагнер   | Сюзанн Финк    |                   | ЧЕ 1987 · ЗОИ 1988 (4 место) · ЧМ 1988 |
| 1989—90 | Альмут Хеге-Шёлль | Сюзанн Финк              | Стефан Рёсслер  | Ина Редерер    | Йозефин Айнсле    | ЧМ 1990 (5 место)                      |
| 1991—92 | Йозефин Айнсле    | Петра Чеч-Хильтенсбергер | Элизабет Лендле | Карин Фишер    | Альмут Хеге-Шёлль | ЧМ 1992 (8 место)                      |

(скипы выделены полужирным шрифтом; см. также )

## Результаты как тренера национальных сборных
| Год  | Турнир                                        | Сборная     | Место |
| ---- | --------------------------------------------- | ----------- | ----- |
| 2008 | Чемпионат мира по кёрлингу среди юниоров 2008 | юниоры жен. | 10    |

## Частная жизнь
Из семьи кёрлингистов. Её дочь, Пиа-Лиза Шёлль, неоднократно в составе женской сборной Германии выступала на чемпионатах мира и Европы. Её племянник Себастьян Шток — в числе прочего чемпион Европы 2002 и 2004.